# Asarum rigescens
Asarum rigescens är en piprankeväxtart som beskrevs av Maekawa. Asarum rigescens ingår i släktet hasselörter, och familjen piprankeväxter. Utöver nominatformen finns också underarten A. r. brachypodion.